# 桃園市桃園區快樂國民小學
桃園市桃園區快樂國民小學（英文：Taoyuan Municipal Happy Elementary School）為中華民國桃園市桃園區的一所市立國民小學，成立於2003年，時稱會稽國小快樂分校，並於隔年獨立設校。

## 沿革
為了解決會稽與大有國小學生人數過多問題，於是啟動設立國小。校名由來是會稽國小學生票選出來。
- 2003年成立桃園縣桃園市會稽國民小學快樂分校。
- 2004年正式獨立為桃園縣桃園市快樂國民小學。
- 2014年桃園縣升格直轄市，改隸桃園市桃園區快樂國民小學。

## 周遭環境
- 桃園市立會稽國民中學
- 桃園市殯儀館

## 外部連結
- 桃園市桃園區快樂國民小學